# Nélia Pinheiro
Nélia Pinheiro (Lisboa, Portugal, 02-03-1966) é uma coreógrafa, bailarina, programadora cultural, professora de dança, fundadora e diretora artística da CDCE-Companhia de Dança Contemporânea de Évora, em Évora, e do CAM – Centro Artes Marvila, Lisboa. Coordena anualmente ações de formação e Masterclasse, em várias escolas de dança em Portugal e no estrangeiro. Diretora e coordenadora do Centro de Formação Artística da CDCE. Coordenadora dos cursos do BCPilates, em Portugal (2009-2010). Ao longo da sua carreira, Nélia Pinheiro tem sido uma figura central na promoção da dança contemporânea em Portugal e da descentralização cultural.
Nélia Pinheiro teve seu primeiro contato com a dança através da Dança Clássica, o qual mais tarde desenvolveu em Londres, Reino Unido, focando-se na Dança Contemporânea. Ela frequentou a Licenciatura em Dança da FMH, em Lisboa, e entre 2004 e 2007, formou-se em Pilates na Body Control Pilates Academy em Londres, Reino Unido.
A sua carreira como bailarina e coreógrafa abrange mais de trinta anos e inclui estudos em Nova Iorque, na Martha Graham Dance School, em Paris, na Friends Company, e em Viena e Londres. Pinheiro teve a oportunidade de trabalhar com renomados profissionais, como Rheda Bentenfou, Ramon Oller, Gagik Ismailian, António Carallo, Dominique Mercy, Elizabeth Corbert, Janet Panetta, Milton Myers, Ludger Lamers, Howard Sonnenklar, Susanne Linke, entre outros.

## Carreira
Em 1987, Pinheiro fundou a CDCE - Companhia de Dança Contemporânea de Évora, um projeto artístico e educativo em Évora, onde é diretora artística. Ao longo dos anos, como coreógrafa, criou diversas obras para a CDCE, destacando-se "Linha de Montagem" (1992), "Um outro Olhar" (1994), "Passioné" (1994), "Chão Vermelho" (1996), "Peças de Interior" (1997), "Perfilados de Medo" (1999), "Avoidingarden" (2002), "Olho Fogo" (2005) e "Cal" (2006), entre outras.
As suas obras foram apresentadas em vários países, incluindo: Espanha - Mes de Danza, Sevilha; Letónia - Theater Methods Festival; Áustria - TanzWochen, Viena; Argélia – Festival International du  Théâtre de Bejaia, Bejaia; Índia - International Arts Festival, Delhi; Dinamarca - Posthus Teatret, Copenhaga; Turquia - Mersin Yenisehir Belediysi Ataturk Kultur,Mersin; África do Sul - Dance Umbrella Festival, Joanesburgo; Tailândia - International Dance Festival, Banguecoque; Geórgia - South Caucasus Contemporary Dance and Experimental Art Festival, Tbilisi; Uruguai - Teatro Solis, Montevideo; Israel - Karmiel International Dance Festival, Karmiel e Tel Aviv; Argélia - Festival Culturel International de Danse Contemporaine D'Alger, Alger; Itália – Teatro Palladium, Roma; França – Saison France Portugal 2022, Paris; Bulgaria – Derida Stage, Sofia; Bélgica - Festival Eulat4Culture, Bruxelas.
Nélia Pinheiro também é reconhecida como uma promotora ativa da dança contemporânea em Portugal. Em 1997, criou o festival Mês de Dança em Évora, e em 2006, o FIDANC - Festival Internacional de Dança Contemporânea, dedicado à promoção da dança contemporânea portuguesa, do qual é diretora artística e programadora.
Além disso, desenvolveu programas de formação em Dança Contemporânea para comunidades em Beja (2000-2001) e Estremoz (2003-2004). Em 2002, iniciou uma colaboração artística com a coreógrafa alemã Susanne Linke, resultando na obra "As Palavras não Ditas" (2005).
Como coreógrafa convidada coordenou Master Classes em Dança Contemporânea no Festival Dance Umbrella, em Joanesburgo, África do Sul, no Uruguai, e festival Education Through Movement - International Dance Festival, em Banguecoque, Tailândia.
No ano de 2017 criou, na cidade de Lisboa, o CAM - Centro Artes Marvila, vertente cultural do VFFC, e o ROOF DANCE FESTIVAL, no qual é diretora artística e programadora.
Ao longo dos anos, Nélia Pinheiro tem continuado a contribuir significativamente para o panorama da dança contemporânea, coordenando anualmente ações de formação e Masterclasses em escolas de dança em Portugal e no estrangeiro.

## Linguagem Coreográfica
Enquanto bailarina e coreógrafa, Nélia Pinheiro é reconhecida pelo seu trabalho inovador na criação coreográfica, destacando-se por uma abordagem única e pela pesquisa de uma identidade singular no contexto da dança contemporânea portuguesa.
O seu método de trabalho fundamenta-se na exploração aprofundada do bailarino, procurando expressar uma linguagem coreográfica que seja simultaneamente expressiva, poética, emocional e identitária. Nélia Pinheiro desenvolve uma estética conceptual, introduzindo conceitos dramatúrgicos inovadores que se entrelaçam com a metafísica e a filosofia. A sua contribuição para a dança transcende as fronteiras convencionais, criando um legado artístico que desafia paradigmas e enriquece o panorama da dança contemporânea em Portugal.

## Obras Coreográficas
- As Palavras não Ditas[20] (2004, colaboração com Susanne Linke)
- Life[21] (2007)
- 2 Boxe[22] (2008)
- 2B (2009)
- Gentes da Minha Terra (2011)
- Eros e Psiquê[23] (2014)
- Terra Chã[24] (2015, encomenda do Festival Vozes e Gestos da Terra Chã)
- IN-SHELL-SIDE[25] (2016)
- Raízes (2017, encomenda da Cine-teatro de Estarreja e Centro Cultural de Ílhavo)
- Tristão e Isolda[26] (2018, encomenda do Cine-teatro Avenida de Castelo Branco)
- Ensaio sobre a Cegueira[27][28] (2020, baseada na obra de José Saramago)
- Chico[29] (2021)
- Lucidez[30] (2022)
- For Butterflies of the Mind that Gestate in Time’s Delicious Cocoons[31][32] (2023)